# Amstel Gold Race 1991
L'Amstel Gold Race 1991 fou la 26a edició de l'Amstel Gold Race. La cursa es disputà el 27 d'abril de 1991, sent el vencedor final el neerlandès Frans Maassen, que s'imposà a l'esprint als seus companys d'escapada en la meta de Meerssen.
185 ciclistes hi van prendre part, acabant la cursa 123 d'ells.

## Classificació final
|    | Ciclista           | Equip        | Temps      |
| -- | ------------------ | ------------ | ---------- |
| 1  | Frans Maassen      | Buckler      | 6h 04' 46" |
| 2  | Maurizio Fondriest | Panasonic    | m. t.      |
| 3  | Dirk de Wolf       | Tonton Tapis | m. t.      |
| 4  | Thierry Laurent    | R.M.O.       | + 10"      |
| 5  | Eric Vanderaerden  | Buckler      | + 16"      |
| 6  | Olaf Ludwig        | Panasonic    | m. t.      |
| 7  | Laurent Jalabert   | Toshiba      | m. t.      |
| 8  | Carlo Bomans       | Weinmann     | m. t.      |
| 9  | Jelle Nijdam       | Buckler      | m. t.      |
| 10 | Johan Museeuw      | Lotto        | m. t.      |